# Yrjö Aaltonen
Yrjö Aaltonen (31 ianuarie 1916 - 19 aprilie 1979) a fost un actor finlandez.

## Filmografie
- Miriam 1957   Actor